# Lemuropisum edule
Lemuropisum edule (en malgaix:Tara) és una planta silvestre de llavor comestible originària del sud-oest de Madagascar. És de la família lleguminosa o fabàcia i de la subfamília Caesalpinioideae
El nom científic significa pèsol de lemur comestible. La planta creix a unes altituds d'entre 15 a 100 m i només ho fa en zones tropicals semiàrides de Madagascar amb pluviometria anual menor de 400 litres.
S'està investigant el seu conreu a Austràlia occidental.

## Descripció
Arbust sense espines amb moltes tiges que fa de 4 a 6 m d'alt. Fulles de disposició esparsa, semi persistents. Inflorescència en raïm, flors bisexuals amb quatre pètals blancs. Fruit subcilíndric de 20 a 30 cm de llarg i 2 cm d'ample, conté de 6 a 12 llavors ovoido-reniformes de 2, cm de llarg i 1,6 cm d'ample.

## Conreu
No es cultiva a Madagascar. A Austràlia el tractament de les llavors submergint-les durant 10 hores en aigua ha donat una germinació molt ràpida. Prefereix sòls alcalins. Les llavors es cullen de terra quan s'han obert espontàniament (dehiscència). Les llavors es poden menjar crues descartant-ne la testa.

## Valor nutricional
Tenen un 38-43% de carbohidrats digeribles i un 26-32% de no digeribles, 14-16% de proteïna i 6-9% de greix. Tanmateix la ingestió de 100 grams de llavors, unes 84 llavors crues, pot inhibir la producció humana de quimotripsina i causar problemes digestius que potser es reduirien cuinant o torrant les llavors.